# Charles Greville (3e baron Greville)
Charles Beresford Fulke Greville, 3e baron Greville (3 mars 1871 - 14 mai 1952) est un militaire et aristocrate britannique .

## Jeunesse
Il est le deuxième fils de quatre enfants nés de l'écrivain Beatrice Violet Graham et de l'homme politique Algernon Greville (2e baron Greville), mariés en 1863. Son frère aîné, Ronald Greville, est décédé en 1908. Ses sœurs cadettes sont Camilla Dagmar Violet Greville (épouse de Alistair George Hay, fils du comte de Kinnoull) et Lilian Veronique Greville (épouse d'Herbert Victor Creer). Son père est un député libéral de Westmeath qui est groom in waiting de la reine Victoria en 1869 et, de 1873 à 1874, est lord du Trésor dans le gouvernement de Gladstone.
Ses grands-parents paternels sont Fulke Greville-Nugent (1er baron Greville) et sa femme, Rosa Nugent (fille unique et héritière de George Nugent (1er marquis de Westmeath)). Ses grands-parents maternels sont James Graham (4e duc de Montrose) et Caroline Agnes Horsley-Beresford (troisième fille de John Horsley-Beresford, 2e baron Decies).

## Carrière
De 1893 à 1895, Greville sert comme aide de camp du comte Cadogan, le Lord-lieutenant d'Irlande, puis de Lord Northcote, le gouverneur de Bombay de 1900 à 1904. De 1904 à 1908, il est secrétaire militaire du gouverneur général d'Australie.
Charles Greville sert dans l'armée britannique à partir de 1897, dans la deuxième guerre de Matabele. Puis, entre 1899 et 1905, il est capitaine du 7th Queen's Own Hussars. De 1914 à 1918 pendant la Première Guerre mondiale, il est major avec les Lovat Scouts. De 1914 à 1943, il est président du St George's Hospital. En 1919, il est fait Officier de l'Ordre de l'Empire britannique.
Comme son frère aîné, Ronald, est décédé sans descendance en 1908, il hérite de la baronnie à la mort de son père en 1909. Le domaine de Greville totalise 20 000 acres à travers l'Angleterre.

## Vie privée
En février 1909, sa mère, Violet (décédée en 1932), écrit sur la décadence de la société britannique, accusant les épouses américaines. « Cela, écrit-elle, a frappé à la racine de notre vie de famille et a introduit un élément nouveau dans la simplicité et la dignité des ménages d'autrefois. Le riche américain n'a pas de traditions ; aucun préjugé en faveur d'anciennes coutumes, devoirs ou responsabilités ; elle est essentiellement irresponsable et mesure tout par une seule norme - l'argent. Le résultat imprégnant toutes les classes a considérablement augmenté le luxe et fait l'indépendance. Il a, bien plus que n'importe quel mouvement de suffragettes, donné aux femmes la liberté de faire ce qu'elles veulent ; car l'Américaine considère son mari comme un être inférieur, fait pour travailler pour elle, et pour lui prodiguer des plaisirs et des cadeaux en récompense de sa beauté et de sa vivacité.'" À l'époque, on pensait qu'il s'agissait d'une critique du mariage de Lord Granard avec Beatrice Mills.
Neuf mois plus tard, le 24 novembre 1909, Charles épouse l'héritière américaine Olive (née Grace) Kerr (1876–1959) à l'église St Paul de Knightsbridge. Le mariage a lieu à Londres suivi d'une grande réception à Carlton House Terrace de Freddie Guest et de sa femme américaine, Amy Phipps (une fille de Henry Phipps Jr.), que les Greville ont louée pendant un an. Olive, la veuve du banquier Henry S. Kerr (dont elle a hérité de 1 000 000 $) est une fille de John W. Grace de Leybourne Grange dans le Kent (anciennement le siège des baronnets Hawly) et une nièce de Michael P. Grace et du Maire de New York William Russell Grace, fondateur de W. R. Grace and Company. Ils ont un fils :
- Ronald Charles Fulke Greville, 4e baron Greville (1912–1987)[10], décédé célibataire.

Lord Greville mourut le 14 mai 1952 et est remplacé dans la baronnie par son fils aîné légitime, Ronald. À la mort de Ronald en 1987, la baronnie de Greville s'est éteinte.